# Fragnes-La Loyère
Fragnes-La Loyère, también denominado Fragnes-la-Loyère  es una comuna nueva francesa situada en el departamento de Saona y Loira, de la región de Borgoña-Franco Condado.

## Historia
Fue creada el 1 de enero de 2016, en aplicación de una resolución del prefecto de Saona y Loira de 10 de diciembre de 2015 con la unión de las comunas de Fragnes y La Loyère, pasando a estar el ayuntamiento en la antigua comuna de Fragnes.

## Demografía
| Gráfica de evolución demográfica de Fragnes-La Loyère entre 1800 y 2013 |
|                                                                         |

Los datos entre 1800 y 2013 son el resultado de sumar los parciales de las dos comunas que forman la nueva comuna de Fragnes-La Loyère, cuyos datos se han cogido de 1800 a 1999, para las comunas de Fragnes y La Loyère de la página francesa EHESS/Cassini. Los demás datos se han cogido de la página del INSEE.

## Composición
| Comuna delegada | Código INSEE | Población (2013) | Superficie (km²) | Densidad (hab./km²) |
| --------------- | ------------ | ---------------- | ---------------- | ------------------- |
| Fragnes         | 71204        | 1024             | 3.86             | 265                 |
| La Loyère       | 71265        | 436              | 5.77             | 76                  |